# Ktoina
Die Ktoina (altgriechisch κτοίνα; Plural Ktoinai) war in der Antike eine Unterteilung der Bürgerschaft auf der Insel Rhodos.
Die Unterteilung in Ktoinai war eine rhodische Besonderheit, die sonst für die griechischen Stadtstaaten nicht bezeugt ist. Sie entstand spätestens im 5. Jahrhundert v. Chr., existierte also bereits, als sich die Gemeinden der Insel Rhodos 408/407 v. Chr. zu einer einzigen Stadtgemeinde (Polis) zusammenschlossen (Synoikismos). Spätestens zu diesem Zeitpunkt, beim Zusammenschluss der drei bisherigen Inselstädte, entstand zusätzlich noch eine weitere Einteilung der Bürgerschaft, nämlich diejenige in Demen. Jeder rhodische Bürger war anscheinend sowohl Mitglied einer Ktoina als auch Angehöriger einer Deme und beide Gruppierungen scheinen geographisch definiert gewesen zu sein, sich also aus allen über das Bürgerrecht verfügenden Bewohnern eines bestimmten Areals zusammengesetzt zu haben. Teilweise wird angenommen, dass jeweils mehrere Ktoinai eine Deme bildeten; diese Einschätzung ist allerdings nicht allgemein akzeptiert und das genaue Verhältnis zwischen Demen und Ktoinai ist daher nicht abschließend geklärt. Es wird angenommen, dass in Gebieten, die ab dem Synoikismos von Rhodos erobert oder anders dazugewonnen wurden, im Regelfall neue Ktoinai geschaffen wurden.
Auch zu den genauen Aufgaben dieser Untergliederungen lassen sich keine präzisen Angaben treffen. Die Ktoinai scheinen auf der Ebene der lokalen Administration eine Rolle gespielt zu haben, wobei vor allem der religiöse Bereich wichtig gewesen zu sein scheint. Die These, dass die Ktoinai für den militärischen Sektor wichtig waren, gilt dagegen als nicht ausreichend belegbar. Ebenso umstritten ist auch die Annahme, ab der späten hellenistischen Zeit hätten auch Metöken, also Einwohner ohne rhodisches Bürgerrecht, den Ktoinai angehören dürfen.
Ein Angehöriger einer rhodischen Ktoina wurde im antiken Sprachgebrauch als Ktoinatas (Plural Ktoinatai) bezeichnet. Der Begriff Ktoina selbst geht auf einen Begriff zurück, der mit der Bedeutung „Grundstück“ oder „Landgut“ bereits in der Linearschrift B für die minoische und die mykenische Zeit Griechenlands bezeugt ist; die Linear-B-Schreibweise dieses Wortes wird gemäß den modernen Forschungskonventionen lateinisch als ko-to-na (Schreibweise in Pylos)/ko-to-i-na (Schreibweise in Knossos) transliteriert.